# Man in the Mirror
(Michael Jackson in Man in the Mirror)
Man in the Mirror è una canzone interpretata dal cantante statunitense Michael Jackson, scritta da Siedah Garrett e Glen Ballard ed estratta nel gennaio 1988 come quarto singolo dell'album Bad (1987).
La canzone conquistò le prime posizioni in numerose classifiche e rimase in testa alla classifica generale di Billboard per due settimane.
Il singolo ha venduto un numero stimato di oltre 3 milioni di copie negli Stati Uniti venendo certificato pertanto con 3 Dischi di platino dalla RIAA nel 2018. È una delle canzoni di Jackson che hanno raccolto le migliori critiche e, grazie alla grande popolarità, nel 2009, anno della morte di Jackson, rientrò ai primi posti delle classifiche mondiali raggiungendo la posizione numero 1 nei download di iTunes negli Stati Uniti e nel Regno Unito.
Il brano è stato incluso nella maggior parte delle raccolte di Jackson come Number Ones (solo nella versione statunitense) e The Essential Michael Jackson del 2003, The Ultimate Collection del 2004, King of Pop del 2008 e This Is It del 2009. Nel 2011 una nuova versione remixata di Man in the Mirror fu pubblicata nell'album Immortal.

## Descrizione
La musica e le parole della canzone sono state scritte da Glen Ballard e Siedah Garrett in una sola notte, un sabato sera a casa di Ballard a Encino, California. Quincy Jones la fece ascoltare il giorno seguente a Michael Jackson, che gli chiese di registrarla subito. Jackson iniziò immediatamente a provare la canzone e a farsi strada nel ritmo, nelle parole e nel significato modellandolo intuitivamente. La canzone inizia come una vera confessione con un accompagnamento minimo e con Jackson che schiocca le dita e canta quasi a cappella.
Una volta registrata la canzone Jackson ha voluto nel background le voci della Garrett, degli Winans e il coro Andrae Crouch, che hanno dato alla canzone un suono distinto. Riguardo alla registrazione la Garrett ha dichiarato:
Riguardo alla canzone Jackson ha invece dichiarato:

## Accoglienza
La rivista Time l'ha definita «Una delle dichiarazioni sociali vocali più potenti e accessibili di sempre, per non parlare del miglior uso di sempre di un coro gospel in una canzone pop». Il critico Jay Cocks di Time ha osservato: «È una straordinaria performance drammatica [...] diretta, disadorna e intensa, una delle cose migliori che Jackson abbia mai realizzato».
Davitt Singerson di Rolling Stone ha sostenuto: «Nessuno dai tempi di Bob Dylan ha scritto un inno di azione comunitaria che ha commosso così tanti come We Are the World di Michael e Lionel, e nessun piano così grandioso può avere successo senza i primi passi privati che Jackson descrive in Man in the Mirror».
Il critico Joseph Vogel ha dichiarato: «la canzone è allo stesso livello di classici quali Imagine di John Lennon, What's Going On di Marvin Gaye e Let It Be dei Beatles come uno dei grandi inni sociali dell'età moderna» definendola: «Un appello appassionato e ispirato per il cambiamento individuale e sociale con atmosfere gospel».

## Esibizioni dal vivo
Jackson ha eseguito la canzone dal vivo per la prima volta ai Grammy Awards 1988. Rolling Stone descrisse questo live come «una delle sue esibizioni più sorprendenti con una produzione gospel in piena regola che si pone come una delle sue più straordinarie interpretazioni vocali» aggiungendo: «Questa performance è stata maestosa e cruciale come la prima volta che eseguì il moonwalk al Motown 25».
In seguito l'ha eseguita come brano conclusivo del suo Bad World Tour (solo nella seconda parte del tour nel periodo 1988-1989) e nel suo Dangerous World Tour (1992-1993), sempre alla fine delle esibizioni: sulle note di Man in the Mirror, Jackson lasciava il palcoscenico volando via in una sorta di tuta spaziale con un propulsore jet pack (in un finale soprannominato dai fan Rocket Man).
Il 16 luglio 1996, Jackson ha eseguito Man in the Mirror al Royal Concert nel Brunei, dove fu invitato per celebrare i 50 anni del sultano. Venne anche provata dall'artista per l'HIStory World Tour 1996-1997, ma fu rimpiazzata infine con la canzone HIStory.
Il 21 ottobre 2001 la canzone venne interpretata per l'ultima volta dal vivo da Jackson nello speciale concerto benefico United We Stand: What More Can I Give tenutosi a Washington e organizzato dall'artista stesso per raccogliere fondi per i familiari delle vittime degli attentati dell'11 settembre 2001.
Nel 2009 Jackson aveva provato la canzone come brano conclusivo per il suo residency show This Is It  previsto a Londra per il periodo 2009-2010, ma poi cancellato a causa della sua improvvisa morte avvenuta il 25 giugno dello stesso anno.

## Video
Il video ufficiale è stato realizzato montando diversi filmati di carattere storico. Lo scopo principale del clip è quello di promuovere la lotta alle ingiustizie, come la povertà e il razzismo. Ecco alcuni personaggi famosi, show e quant'altro apparsi nel video:
- L'esplosione nucleare del Baker test.
- Salvataggio di Jessica McClure
- Martin Luther King
- Funerali di John F. Kennedy
- Robert F. Kennedy
- 1984 Carestia in Etiopia
- Sudafricani marciano per il rilascio di Nelson Mandela
- Mahatma Gandhi
- Live Aid
- Madre Teresa
- Lech Wałęsa
- Adolf Hitler
- Muammar al-Gaddafi
- Michail Gorbačëv
- Ronald Reagan
- Willie Nelson
- Bob Geldof
- Desmond Tutu
- Jackie Kennedy
- Coretta Scott King
- Farm Aid
- John Lennon & Yōko Ono
- Jimmy Carter
- Rainbow Warrior
- Scene di violenza ad opera del Ku Klux Klan

## Tracce
Vinile
1. Man in the Mirror (7" Edit) – 5:04
2. Man in the Mirror (Instrumental) – 5:04

Durata totale: 10:08
CD
1. Man in the Mirror (7" Edit) – 5:04
2. Man in the Mirror (Album Mix) – 5:19
3. Man in the Mirror (Instrumental) – 5:03

Durata totale: 15:26

### Versioni ufficiali
1. Man in the Mirror (Album Version) – 5:19
2. Man in the Mirror (7" Edit) (talvolta chiamata "7" Mix", "7" Version", "Single Edit" o "Single Version") – 5:04
3. Man in the Mirror (Instrumental) – 5:03
4. Man in the Mirror (Immortal Version) – 4:17

## Classifiche

### Classifiche settimanali
| Classifica (1988)                | Posizione massima |
| -------------------------------- | ----------------- |
| Australia                        | 39                |
| Austria                          | 10                |
| Belgio (Fiandre)                 | 11                |
| Canada                           | 3                 |
| Europa                           | 33                |
| Germania                         | 23                |
| Irlanda                          | 3                 |
| Italia                           | 24                |
| Nuova Zelanda                    | 4                 |
| Paesi Bassi                      | 13                |
| Regno Unito                      | 21                |
| Spagna                           | 11                |
| Stati Uniti                      | 1                 |
| Stati Uniti (adult contemporary) | 2                 |
| Stati Uniti (R&B)                | 1                 |
| Classifica (2008)                | Posizione massima |
| Regno Unito                      | 55                |
| Classifica (2009)                | Posizione massima |
| Australia                        | 8                 |
| Austria                          | 17                |
| Danimarca                        | 12                |
| Europa                           | 7                 |
| Europa (digital)                 | 3                 |
| Irlanda                          | 3                 |
| Italia                           | 35                |
| Norvegia                         | 15                |
| Nuova Zelanda                    | 9                 |
| Paesi Bassi                      | 22                |
| Regno Unito                      | 2                 |
| Spagna                           | 50                |
| Stati Uniti (digital)            | 2                 |
| Svezia                           | 19                |
| Svizzera                         | 22                |

### Classifiche di fine anno
| Classifica (1988) | Posizione |
| ----------------- | --------- |
| Stati Uniti       | 21        |
| Classifica (2009) | Posizione |
| Regno Unito       | 61        |

## Cover
Il brano è stato citato dal fratello maggiore Jermaine Jackson durante il Celebrity Big Brother 2007.
Il brano è stato inoltre rivisitato in chiave Jazz dal chitarrista Tuck Andress nell'album Reckless Precision.
Nel 2011 il cast del telefilm Glee ha pubblicato una cover della canzone. La stessa ha debuttato alla posizione n.76 della Billboard Hot 100.
Il 29 agosto 2014 Siedah Garrett, co-autrice del pezzo, ha cantato la canzone a Roma per il "Michael Jackson day" in onore di Jackson in quello che sarebbe stato il giorno del suo 56º compleanno.